# Узунколь (Теректинський район)
Узунко́ль (каз. Ұзынкөл) — село у складі Теректинського району Західноказахстанської області Казахстану. Адміністративний центр та єдиний населений пункт Узункольського сільського округу.
Населення — 869 осіб (2021; 891 у 2009, 1254 у 1999, 1265 у 1989).